# Zalaba
Zalaba este o comună slovacă, aflată în districtul Levice din regiunea Nitra. Localitatea se află la altitudinea de 125 m deasupra n.m., se întinde pe o suprafață de 7,35 km2 și în 2017 număra 180 de locuitori.

## Istoric
Localitatea Zalaba este atestată documentar din 1434.

## Demografie
| An:                | 1994 | 2004   | 2014   | 2024    |
| ------------------ | ---- | ------ | ------ | ------- |
| Număr de persoane: | 171  | 167    | 180    | 131     |
| Diferență:         |      | −2,33% | +7,78% | −27,22% |

| An:                | 2023 | 2024   |
| ------------------ | ---- | ------ |
| Număr de persoane: | 136  | 131    |
| Diferență:         |      | −3,67% |